# Куикатеки
Куикатеки (исп. Cuicatecs) — один из коренных народов Мексики. Куикатеки традиционно говорят на куикатекском языке и тесно связаны с миштеками. Наряду с трики и миштеками куикатеки составляют одну ветвь ото-мангской языковой семьи.
Они населяют два города в штате Оахака: Теутилу и Тепеуксилу. Согласно переписи 2012 года, их насчитывается около 12 785 человек, из которых примерно 65% говорят на этом языке. Название Cuicatec является экзонимом языка науатль, от [ˈkʷika] «песня» [ˈteka] «житель места».